# 韩国报纸列表
本表列出了在韩国发行的报纸。

## 全国性报纸
- 综合类报纸

| 报纸名称     | 韩语名/英文名        | 创办日期 | 政治立场       | 发行量    | 语言 |
| ------------ | -------------------- | -------- | -------------- | --------- | ---- |
| 朝鲜日报     |                      | 1920     | 保守主义、偏右 | 2,300,000 | 韩语 |
| 东亚日报     |                      | 1920     | 保守主义、偏右 | 2,100,000 | 韩语 |
| 中央日报     |                      | 1965     | 自由主义       | 2,080,000 | 韩语 |
| 韩国日报     |                      | 1950     |                | 1,000,000 | 韩语 |
| 文化日报     |                      | 1991     |                |           | 韩语 |
| 首尔新闻     |                      | 1904     |                | 780,000   | 韩语 |
| 京乡新闻     |                      | 1946     |                | 294,000   | 韩语 |
| 韩民族日报   |                      | 1988     |                | 280,000   | 韩语 |
| 世界日报     | 세계일보             | 1989     |                |           | 韩语 |
| 国民日报     | 국민일보             | 1988     |                |           | 韩语 |
| 韩国中央日报 | Korea JoongAng Daily | 2000     |                |           | 英语 |
| 韩国先驱报   |                      | 1953     |                |           | 英语 |
| 韩国时报     |                      | 1950     |                |           | 英语 |

- 经济类报纸

| 报纸名称     | 韩语名       | 创办日期 | 政治立场 | 发行量 | 语言 |
| ------------ | ------------ | -------- | -------- | ------ | ---- |
| 每日经济新闻 | 매일경제신문 | 1966     |          |        | 韩语 |
| 韩国经济新闻 | 한국경제신문 | 1964     |          |        | 韩语 |
| 首尔经济新闻 | 서울경제     | 1960     |          |        | 韩语 |
| 明日新聞     | 내일신문     | 1993     |          |        | 韓語 |

- 体育类报纸

| 报纸名称   | 韩语名     | 创办日期 | 发行量 | 语言 |
| ---------- | ---------- | -------- | ------ | ---- |
| 朝鲜体育报 | 스포츠조선 | 1990     |        | 韩语 |
| 东亚体育报 | 스포츠동아 | 2008     |        | 韩语 |
| 日刊體育報 | 일간스포츠 | 1969     |        | 韩语 |
| 首尔体育报 | 스포츠서울 | 1985     |        | 韩语 |
| 京乡体育报 | 스포츠경향 | 2005     |        | 韩语 |
| 体育世界报 | 스포츠월드 | 2005     |        | 韩语 |

## 地区性报纸

### 京畿圈
- 中部日報（朝鲜语：중부일보）
- 仁川日報（朝鲜语：기호일보）
- 畿湖日報（朝鲜语：기호일보）
- 京仁日報（朝鲜语：경인일보）
- 京仁每日新聞（경인매일신문）
- 京畿日報（朝鲜语：경기일보）
- 京畿新聞（朝鲜语：경기신문）

### 忠清道
- 忠清日報（朝鲜语：충청일보）
- 今日忠清（충청투데이，1990-2005）
- 忠清每日（충청매일，1999-2007）
- 中都日報（朝鲜语：중도일보）
- 中部每日（朝鲜语：중부매일）
- 大田日報（朝鲜语：대전일보）
- 東洋日報（동양일보）
- 錦江日報（금강일보）
- 忠南日報（충남일보）
- 忠北日報（충북일보）
- 烏山網絡新聞（오산인터넷뉴스）
- 忠清時報（충청타임즈）
- 忠民日報（충민일보）
- 忠清新聞（충청신문）
- 忠清道民新聞（충청도민신문）
- 今日大田（대전투데이）

### 嶺南地方
- 慶南新聞（朝鲜语：경남신문）
- 慶南日報（朝鲜语：경남일보）
- 慶北日報（朝鲜语：경북일보）
- 慶南每日（경남매일）
- 慶南道民日報（朝鲜语：경남도민일보）
- 慶北道民日報（경북도민일보）
- 慶北每日新聞
- 大邱聯合日報（대구연합일보）
- 漢南日報（한남일보）
- 慶山新聞（朝鲜语：경산신문）
- 慶尚日報（朝鲜语：경상일보）
- 慶安日報（朝鲜语：경안일보）
- 昌原日報（창원일보）
- 國際新聞（朝鲜语：국제신문）
- 大邱新聞（朝鲜语：대구신문）
- 釜山日報
- 每日新聞 (韓國)（朝鲜语：매일신문）
- 嶺南新聞（영남신문）
- 蔚山每日（울산매일）
- 蔚山新聞（울산신문）
- 慶南日間新聞（일간뉴스경남）
- 蔚山第一日報（朝鲜语：울산제일일보）
- 新蔚山日報（신울산일보）
- TK新聞（TK신문）
- 大慶日報（대경일보）
- 釜山財經新聞（부산파이낸셜뉴스）
- 慶南道民新聞（경남도민신문）

### 湖南地方
- 光州日報（朝鲜语：광주일보）
- 全北日報
- 全南日報
- 全北中央新聞（朝鲜语：전북중앙신문）
- 今日南道（朝鲜语：남도투데이）

### 江原道
- 江原日報（朝鲜语：강원일보）
- 江原道民日報（朝鲜语：강원도민일보）

### 濟州道
- 濟州日報
- 濟州新聞（朝鲜语：제주신문）
- 濟民日報（朝鲜语：제민일보）
- 漢拏日報（朝鲜语：한라일보）
- 濟州每日（제주매일）